# Diocesi di Malliana
La diocesi di Malliana (in latino Dioecesis Mallianensis) è una sede soppressa e sede titolare della Chiesa cattolica.

## Storia
Malliana, identificabile con Khemis Miliana nell'odierna Algeria, è un'antica sede episcopale della provincia romana della Mauritania Cesariense.
Sono tre i vescovi documentati di questa diocesi. Alla conferenza di Cartagine del 411, che vide riuniti assieme i vescovi cattolici e donatisti dell'Africa romana, presero parte il cattolico Vittore e il donatista Nestorio. Il vescovo Vittore potrebbe essere identificato con l'omonimo vescovo della Mauritania Cesariense che subì, attorno al 422, una sanzione ecclesiastica senza perdere tuttavia la dignità episcopale; non essendo specificata la sede di appartenenza, questo fatto potrebbe riferirsi anche agli omonimi vescovi di Vardimissa, Mammilla, Tabaicara e Timici.
Terzo vescovo noto è Patera, il cui nome appare all'8º posto nella lista dei vescovi della Mauritania Cesariense convocati a Cartagine dal re vandalo Unerico nel 484; Patera, come tutti gli altri vescovi cattolici africani, fu condannato all'esilio.
Nella lettera scritta a Deuterio, vescovo di Cesarea e primate di Mauretania, sant'Agostino denunciò il suddiacono Vittorino di Malliana, che a Ippona ebbe l'imprudenza di insegnare dottrine manichee, e invitò il vescovo di Cesarea ad obbligare Vittorino a denunciare tutti i manichei presenti non solo a Malliana, ma anche nel resto della provincia.
Dal 1933 Malliana è annoverata tra le sedi vescovili titolari della Chiesa cattolica; dall'8 dicembre 2023 il vescovo titolare è Christopher Randall Cooke, vescovo ausiliare di Filadelfia.

## Cronotassi

### Vescovi residenti
- Vittore † (prima del 411 - dopo il 422 ?)
  - Nestorio † (menzionato nel 411) (vescovo donatista)
- Patera † (menzionato nel 484)

### Vescovi titolari
- Bruno Torpigliani † (1º settembre 1964 - 2 maggio 1995 deceduto)
- Éric Aumonier (12 luglio 1996 - 11 gennaio 2001 nominato vescovo di Versailles)
- Bernd Joachim Uhl † (29 marzo 2001 - 22 gennaio 2023 deceduto)
- Christopher Randall Cooke, dall'8 dicembre 2023